# جوناس آکویستاپیس
جوناس آکویستاپیس (انگلیسی: Jonas Acquistapace؛ زادهٔ ۱۸ ژوئن ۱۹۸۹) بازیکن فوتبال اهل آلمان است.
از باشگاه‌هایی که در آن بازی کرده‌است می‌توان به باشگاه فوتبال هالشر، باشگاه فوتبال بوخوم، باشگاه فوتبال اومانیا، باشگاه فوتبال روت وایس اهلن، و باشگاه فوتبال وهن ویسبادن اشاره کرد.